# Liste österreichischer Erfinder und Entdecker
Die Liste österreichischer Erfinder und Entdecker ist eine Liste von Erfindern und Entdeckern aus Österreich in alphabetischer Reihenfolge des Familiennamens.

## A
- Wilhelm Altekruse, Erfinder des Altekruse Puzzles

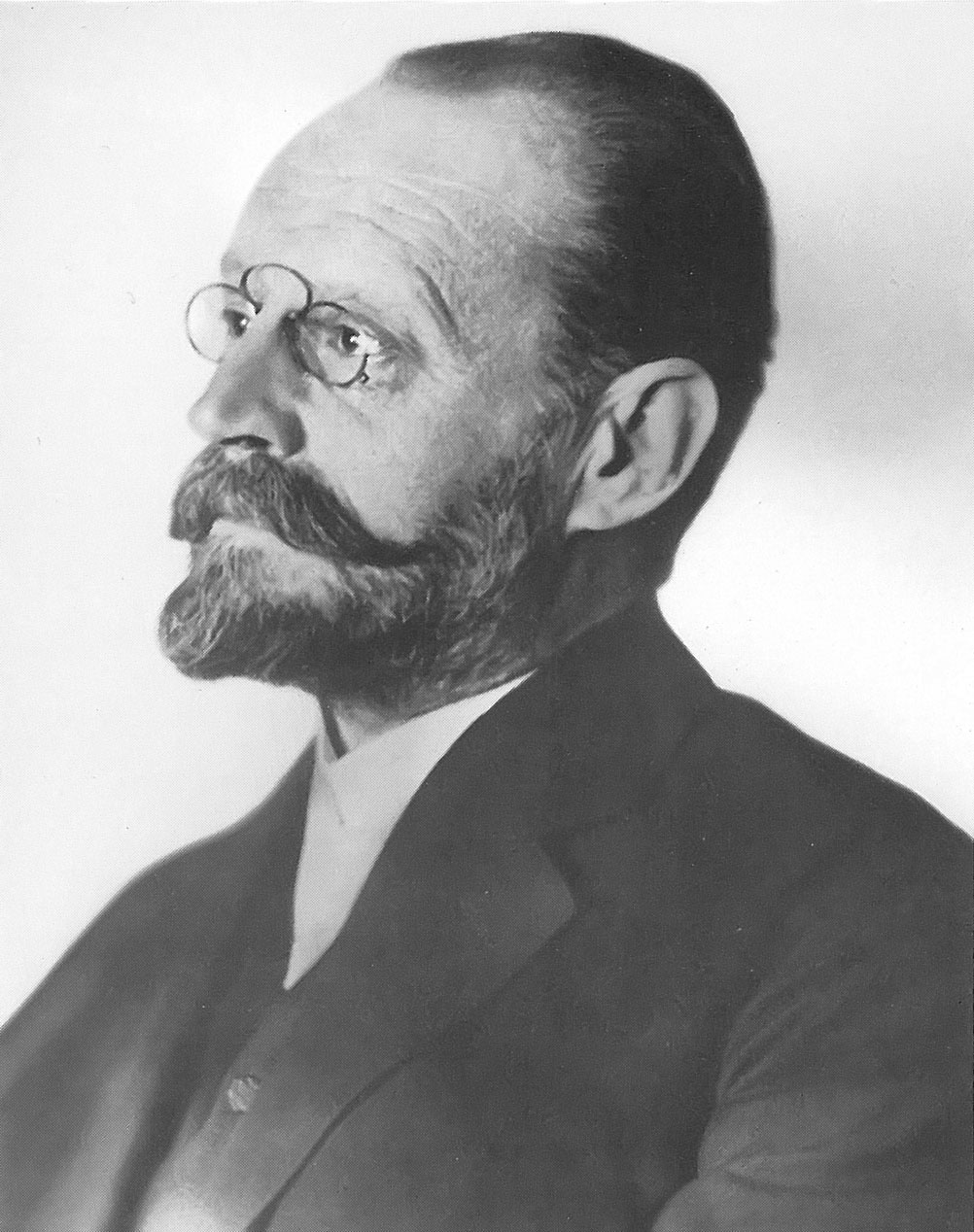
Carl Auer von Welsbach.

- Carl Auer von Welsbach,  Entdecker der vier chemischen Elemente Neodym, Praseodym, Ytterbium und Lutetium und als Erfinder des Glühstrumpfs im Gaslicht („Auerlicht“), der Metallfadenlampe und des Zündsteins („Auermetall“) im Feuerzeug.

## B
- Robert Bárány (Nobelpreis) – Arbeiten über Physiologie und Pathologie des Vestibularapparates

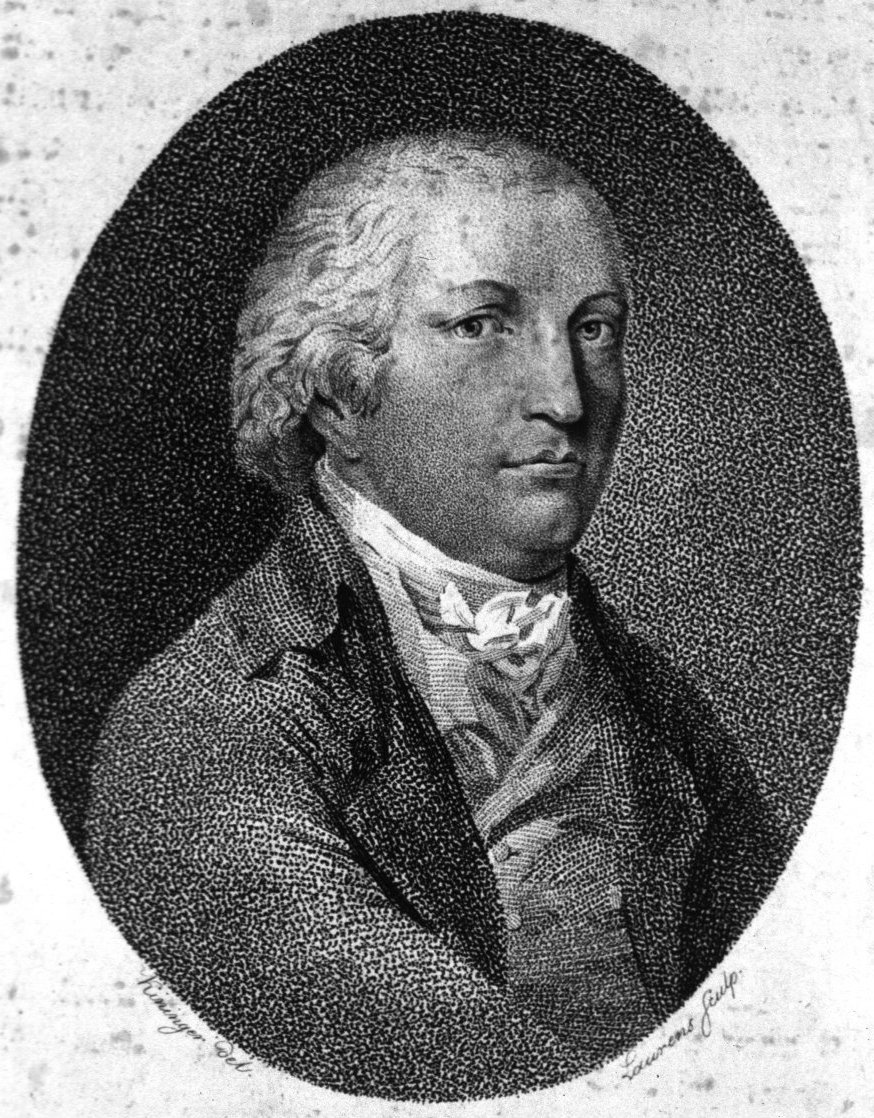
Georg Joseph Beer.

- Oskar Baumann: Afrikaforscher, Entdeckung der Seen Eyassi und Manyara, des Ngorongoro-Krater sowie die Baumann-Bucht im Victoriasee
- Georg Joseph Beer, Einsatz für die intrakapsuläre Starextraktion, einer Weiterentwicklung der Operation des Grauen Stars. Vorläufer wurde er auch mit der Entwicklung der Iridektomie zur künstlichen Pupillenbildung
- Ludwig Boltzmann: Physiker, Arbeiten auf dem Gebiet der Thermodynamik und der statistischen Mechanik, Namensgeber der Boltzmann-Konstante
- Gunther Burstyn: Miterfinder des Panzers (unabhängig von ihm entwickelten in England William Tritton und Walter Gordon Wilson  den Panzer).

## C
- Ludwig Castagna, Erfinder mechanischer Apparate

## D
- Carl Djerassi, Erfinder der Antibabypille
- Christian Doppler, Entdecker des Dopplereffektes

## E
- Paul Eisler, Erfinder der Leiterplatte

## F

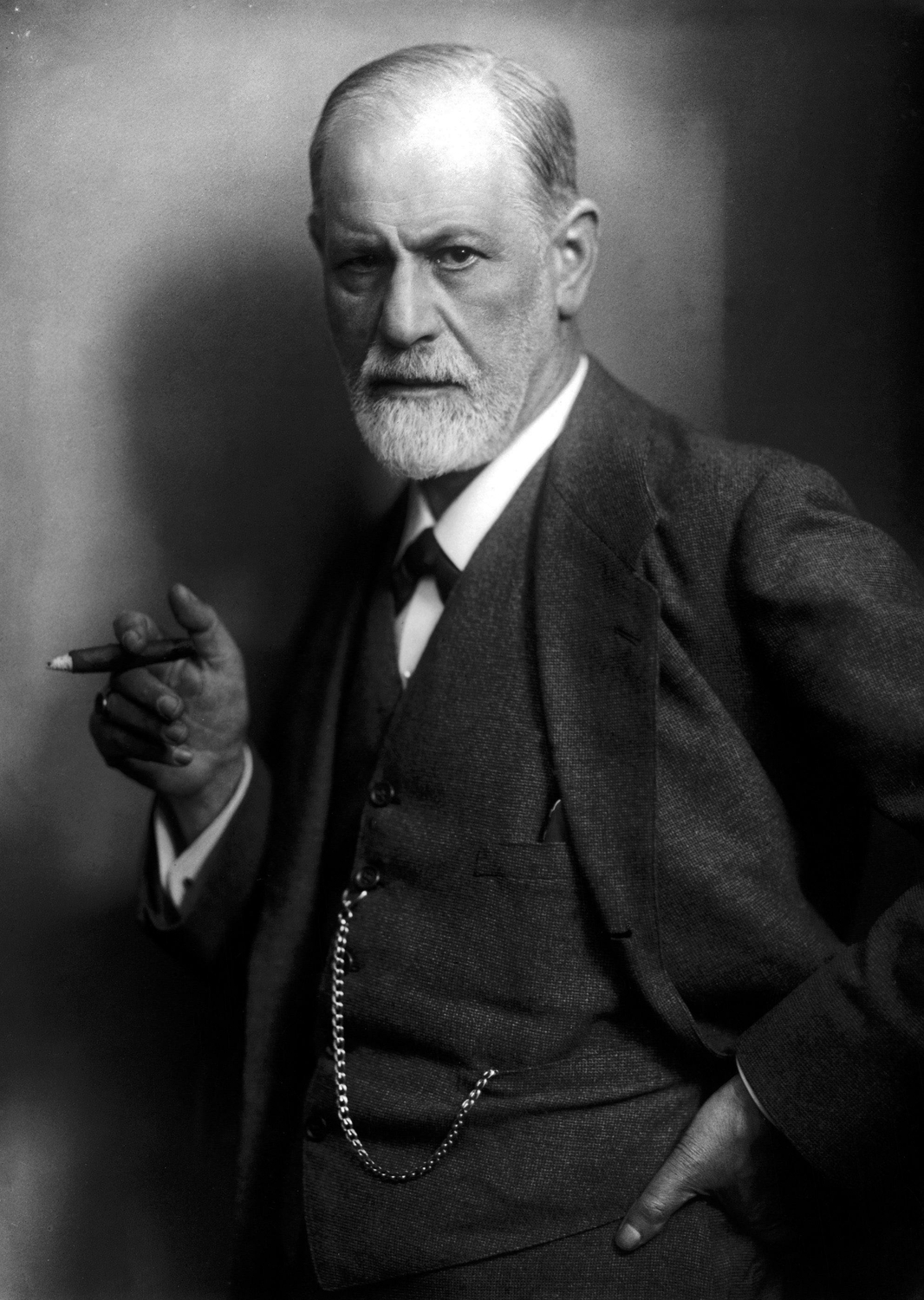
Sigmund Freud.

- Otto Frenzl, Mitentdecker der für die Luftfahrt bedeutenden Flächenregel
- Sigmund Freud, Begründer der Psychoanalyse
- Karl von Frisch (Nobelpreis),  Untersuchungen an der Westlichen Honigbiene (Apis mellifera carnica)
- Otto Frisch: Physiker (zusammen mit Lise Meitner) erste physikalisch-theoretische Erklärung der Kernspaltung
- Paul Fürst, Erfinder der Mozartkugel

## G
- Adolph Giesl-Gieslingen, Erfinder des Giesl-Ejektors

## H
- Ludwig Hatschek: Erfinder des Faserzements Eternit
- Friedrich Hayek (Nobelpreis), Pionier in der Geldpolitik und wirtschaftlichen Konjunktur.

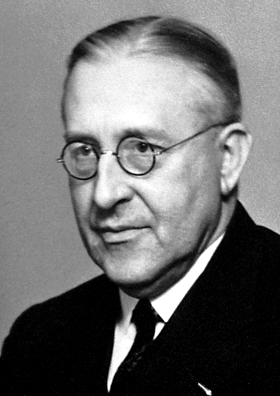
Victor Franz Hess.

- Victor Franz Hess (Nobelpreis), Entdecker der Kosmischen Strahlung
- Christian Georg Hornbostel, mechanischer Seidenwebstuhl

## K
- Viktor Kaplan, Erfinder der Kaplan-Turbine
- Wolfgang von Kempelen, Erfinder des Schachtürken und der Kempelen's Sprechmaschine.
- Karl Kordesch Miterfinder der Alkali-Mangan-Zelle (gemeinschaftlich mit Lewis Urry).
- Johann Kravogl: Erfinder Elektrisches Kraftrad von Kravogl
- Richard Kuhn (Nobelpreis), Forschungen über Carotenoide und Vitamine, Mitentdecker des Giftgases Soman

## L
- Hedy Lamarr, zusammen mit dem Komponisten George Antheil Entdeckerin des Frequenzsprungverfahrens

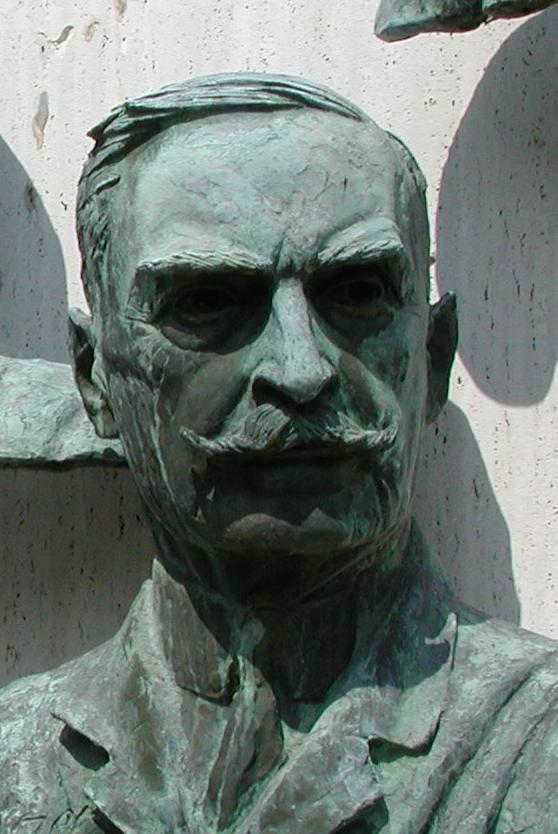
Karl Landsteiners Bronzebüste

- Karl Landsteiner (Nobelpreis), Entdecker des AB0-Systems der Blutgruppen, gemeinschaftlich mit Alexander S. Wiener entdeckte er den Rhesusfaktor und gemeinschaftlich mit  Constantin Levaditi und Erwin Popper Entdecker des Poliovirus
- Hans Ledwinka, österreichischer Automobilkonstrukteur, Erfinder der Pendelachse bei Tatrawerken in Nesslsdorf.
- Philipp Lenard: Kathodenstrahlen und die Entwicklung der Elektronentheorie (Nobelpreis)

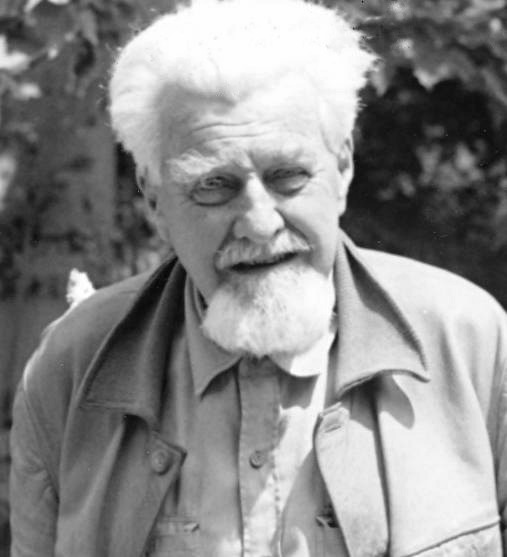
Konrad Lorenz.

- Konrad Lorenz, (Nobelpreis), einer der „Väter“ der Ethologie

## M
- Ernst Mach, Physiker, Mach-Zahl
- Josef Madersperger, gilt als einer der Erfinder der Nähmaschine
- Ferdinand Mannlicher, Erfinder eines Waffensystems (Repetierer mit Paketladung),  gemeinschaftlich mit James Paris Lee
- Max Mauermann, Ersterfindung von Niro
- Alexander Meißner: Meißner-Schaltung
- Lise Meitner: Physikerin (zusammen mit Otto Frisch) erste physikalisch-theoretische Erklärung der Kernspaltung
- Gregor Mendel: Mendelsche Regeln
- Peter Mitterhofer, Erfinder der Schreibmaschine
- Franz Joseph Müller von Reichenstein, Entdecker des Elements Tellur
- August Musger, Erfinder der Zeitlupe

## P

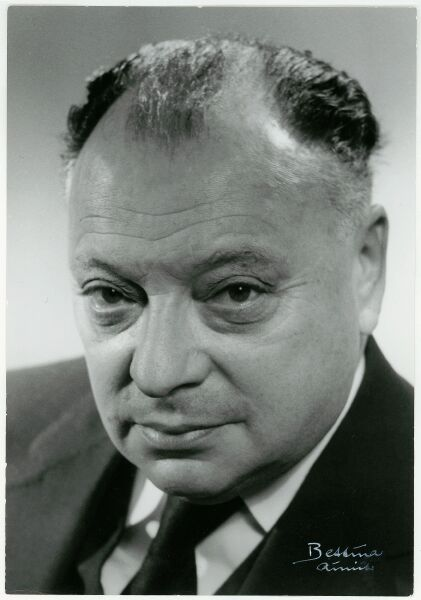
Wolfgang Pauli.

- Wolfgang Pauli, (Nobelpreis) Entdecker des Pauli-Prinzips
- Max Perutz (Nobelpreis), gemeinschaftlich mit John Cowdery Kendrew Entdeckung der Struktur des Proteins Hämoglobin
- Clemens von Pirquet, Kinderarzt, 1905 gemeinsam mit seinem Mitarbeiter Béla Schick (1877–1967) beschrieb er erstmals die Serumkrankheit, erfand den Tuberkulinhauttest
- Fritz Pregl (Nobelpreis), von ihm entwickelte Mikroanalyse organischer Substanzen

## R
- Josef Ressel: einer der Erfinder des Schiffspropellers (neben John Ericsson und Francis Pettit Smith; Robert Fulton und David Bushnell)
- Edmund Rumpler, Erfinder des Rumpler Tropfenwagen

## S

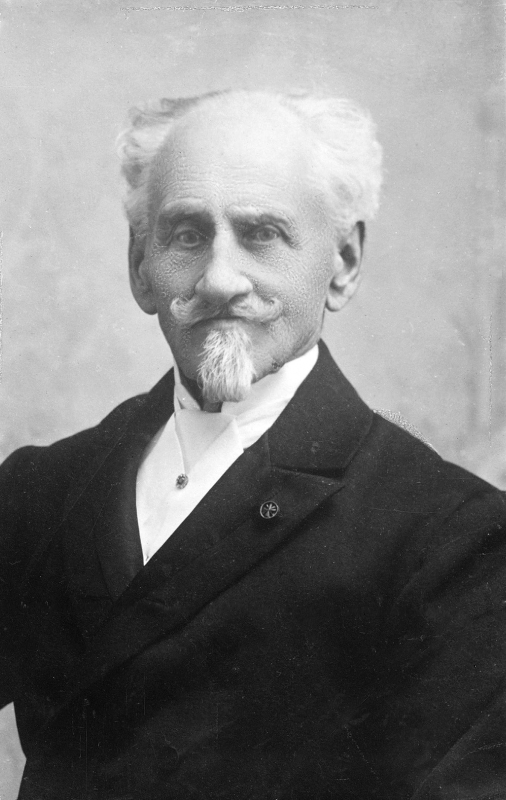
Franz Sacher.

- Franz Sacher, Erfinder der Sachertorte
- Ernst Schneider: Voith-Schneider-Antrieb
- Erwin Schrödinger (Nobelpreis), Entdecker der Schrödingergleichung
- Paul Schwarzkopf, Erfinder des gezogenen Wolframfadens
- Eduard Suess, Geologe, Entdecker der Tethys und Gondwana

## T
- Gustav Tauschek, Erfinder des Trommelspeichers
- Michael Thonet, Erfinder eines Verfahrens zur Biegung von Holzs durch heißen Dampf, Burgholzmöbel
- Klemens Torggler, Erfinder der Drehplattentür

## V
- Max Valier, Wegbereiter der Raketentechnik

## W

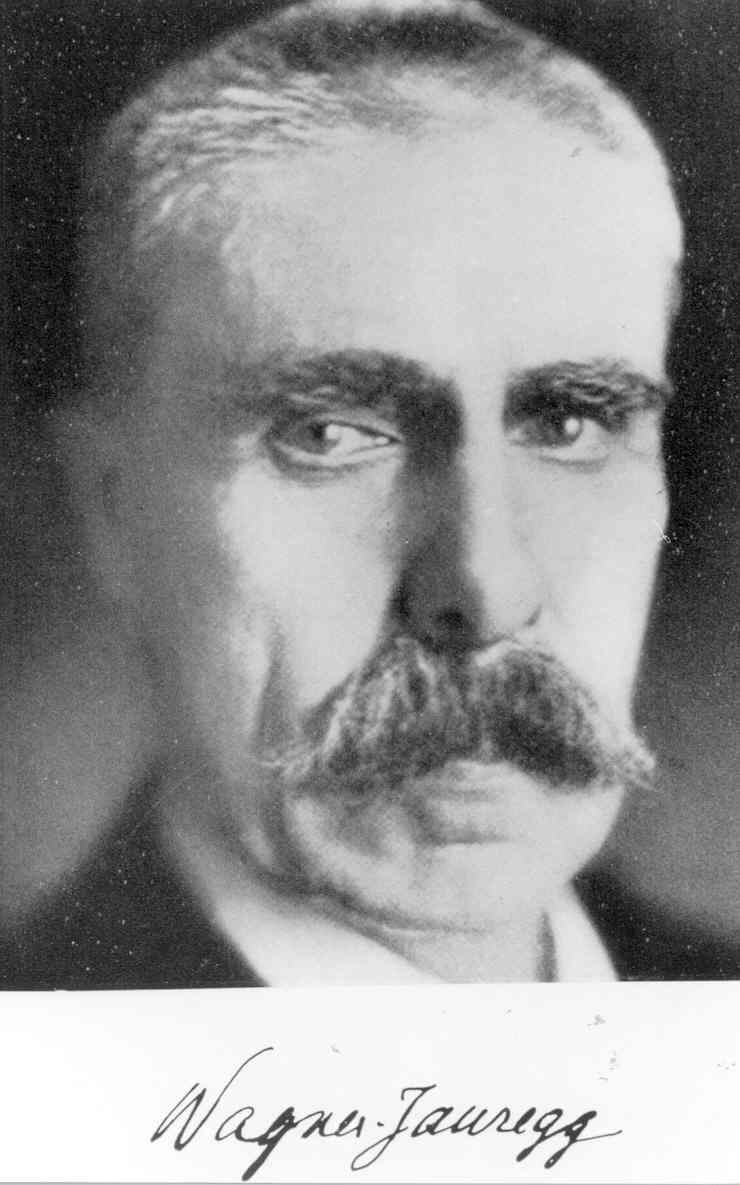
Julius Wagner-Jauregg.

- Julius Wagner-Jauregg (Nobelpreis), Entdecker der therapeutischen Bedeutung der Malaria-Impfung bei der Behandlung von progressiver Paralyse

## Z
- Richard Zsigmondy (1865–1929), Chemiker, Forscher auf dem Gebiet der Kolloidchemie und der Mikroskopie. Ultramikroskop (gemeinsam mit Henry Siedentopf), Nobelpreis 1925